# Episodi di 14º Distretto (trentunesima stagione)
La trentunesima stagione della serie televisiva 14º Distretto è stata trasmessa in anteprima in Germania da Das Erste tra il 13 novembre 2017 e il 26 novembre 2018.
| nº | Titolo originale          | Titolo italiano | Prima TV Germania | Prima TV Italia |
| -- | ------------------------- | --------------- | ----------------- | --------------- |
| 1  | Schuldig bei Verdacht     | inedito         | 13 novembre 2017  | inedito         |
| 2  | Eiskind                   | inedito         | 20 novembre 2017  | inedito         |
| 3  | Neuanfänge                | inedito         | 27 novembre 2017  | inedito         |
| 4  | Müllschlucker             | inedito         | 4 dicembre 2017   | inedito         |
| 5  | Hannes der Held           | inedito         | 22 gennaio 2018   | inedito         |
| 6  | Der Master                | inedito         | 29 gennaio 2018   | inedito         |
| 7  | Unter Druck               | inedito         | 5 febbraio 2018   | inedito         |
| 8  | Das Lied von Helden       | inedito         | 12 febbraio 2018  | inedito         |
| 9  | Drah di ned um            | inedito         | 19 febbraio 2018  | inedito         |
| 10 | Blutrache                 | inedito         | 26 febbraio 2018  | inedito         |
| 11 | Braut mit Vorleben        | inedito         | 5 marzo 2018      | inedito         |
| 12 | Der Tote am Strand        | inedito         | 12 marzo 2018     | inedito         |
| 13 | Das unsichtbare Orchester | inedito         | 19 marzo 2018     | inedito         |
| 14 | Daniel in Gefahr          | inedito         | 26 marzo 2018     | inedito         |
| 15 | Das Teufelspferd          | inedito         | 19 novembre 2018  | inedito         |
| 16 | Pauls Abschied            | inedito         | 26 novembre 2018  | inedito         |